# (1392) Pierre
(1392) Pierre – planetoida z pasa głównego asteroid okrążająca Słońce w ciągu 4 lat i 78 dni w średniej odległości 2,61 au. Została odkryta 16 marca 1936 roku w Algiers Observatory w Algierze przez Louisa Boyera. Nazwa planetoidy pochodzi od imienia bratanka odkrywcy. Przed nadaniem nazwy planetoida nosiła oznaczenie tymczasowe (1392) 1936 FO.